# Аркадія (Індіана)
Аркадія (англ. Arcadia) — місто (англ. town) в США, в окрузі Гамільтон штату Індіана. Населення — 1515 осіб (2020).

## Географія
Аркадія розташована за координатами 40°10′27″ пн. ш. 86°1′16″ зх. д. / 40.17417° пн. ш. 86.02111° зх. д. (40.174253, -86.021079).  За даними Бюро перепису населення США в 2010 році місто мало площу 1,44 км², уся площа — суходіл.

## Демографія
Згідно з переписом 2010 року, у місті мешкало 1666 осіб у 612 домогосподарствах у складі 427 родин. Густота населення становила 1153 особи/км².  Було 683 помешкання (473/км²).
Расовий склад населення:
| - 97,7 % — білих - 0,4 % — чорних або афроамериканців - 0,2 % — корінних американців - 0,2 % — азіатів |

До двох чи більше рас належало 1,2 %. Частка іспаномовних становила 0,8 % від усіх жителів.
За віковим діапазоном населення розподілялося таким чином: 27,9 % — особи молодші 18 років, 59,6 % — особи у віці 18—64 років, 12,5 % — особи у віці 65 років та старші. Медіана віку мешканця становила 36,0 року. На 100 осіб жіночої статі у місті припадало 99,5 чоловіків;  на 100 жінок у віці від 18 років та старших — 96,2 чоловіків також старших 18 років.
Середній дохід на одне домашнє господарство  становив 48 034 долари США (медіана — 41 853), а середній дохід на одну сім'ю — 56 902 долари (медіана — 51 397). За межею бідності перебувало 16,8 % осіб, у тому числі 25,7 % дітей у віці до 18 років та 11,9 % осіб у віці 65 років та старших.
Цивільне працевлаштоване населення становило 497 осіб. Основні галузі зайнятості: роздрібна торгівля — 15,5 %, освіта, охорона здоров'я та соціальна допомога — 15,5 %, виробництво — 13,5 %.